# Provinz Kai

Karte der japanischen Provinzen, Kai rot markiert

Kai (jap. 甲斐国, Kai no kuni) oder Kōshū (甲州) ist eine der historischen Provinzen Japans, die der heutigen Präfektur Yamanashi entspricht. Sie liegt auf Honshū westlich von Tokio in einer meeresfernen, gebirgigen Region. Der Fuji liegt auf ihrer Grenze zur Präfektur Shizuoka. 
In der Sengoku-Zeit regierte der Kriegsherr Takeda Shingen die Provinz Kai von seiner Festung bei Kōfu (Kōshū-Fuchū) aus.
Die japanische Hunderasse Kai Inu ist nach dieser Provinz benannt. 